# Швидка міська залізниця (Тримісто)

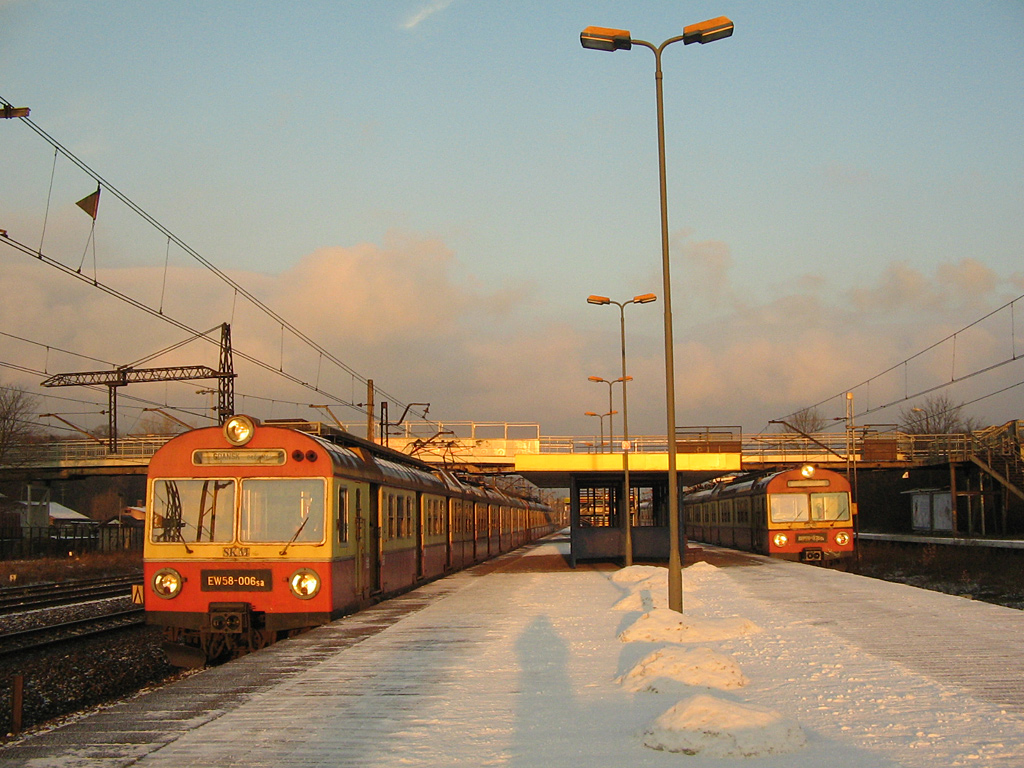
Два склади EW58 на станції Ґданськ Сточня (Gdańsk Stocznia)

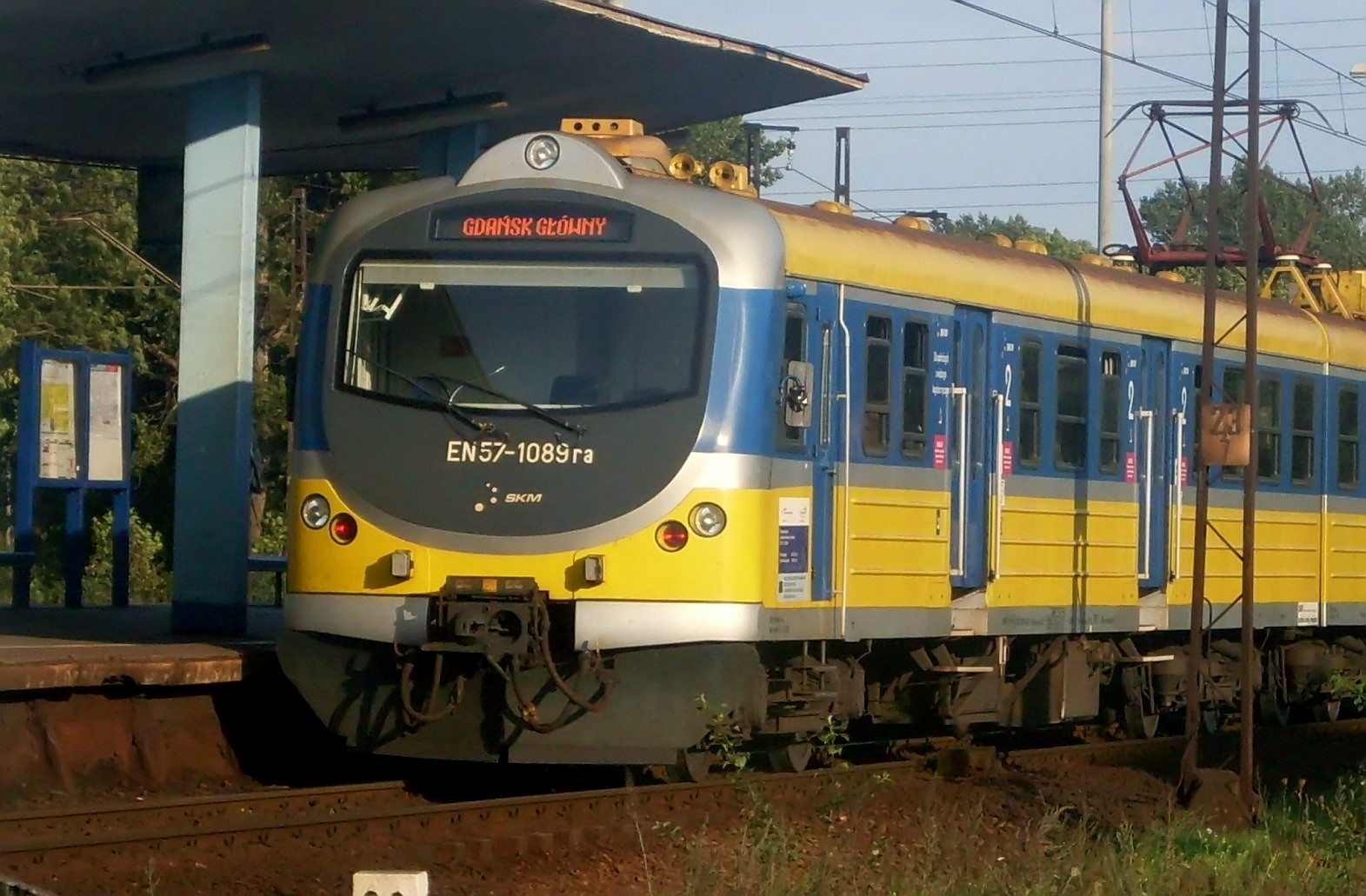
Модернізований EN57

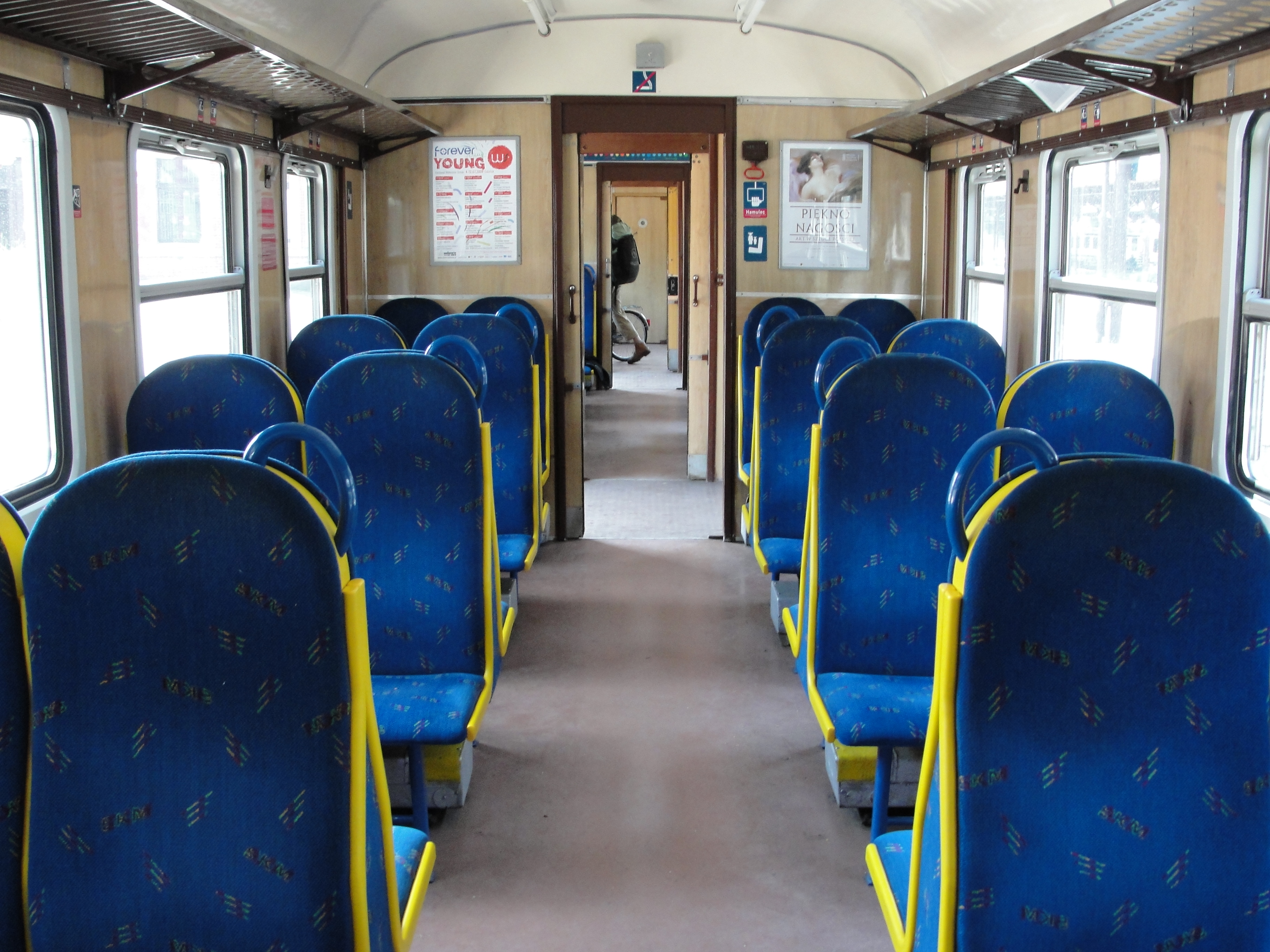
Внутрішня напівмодернізована частина блоку EN57

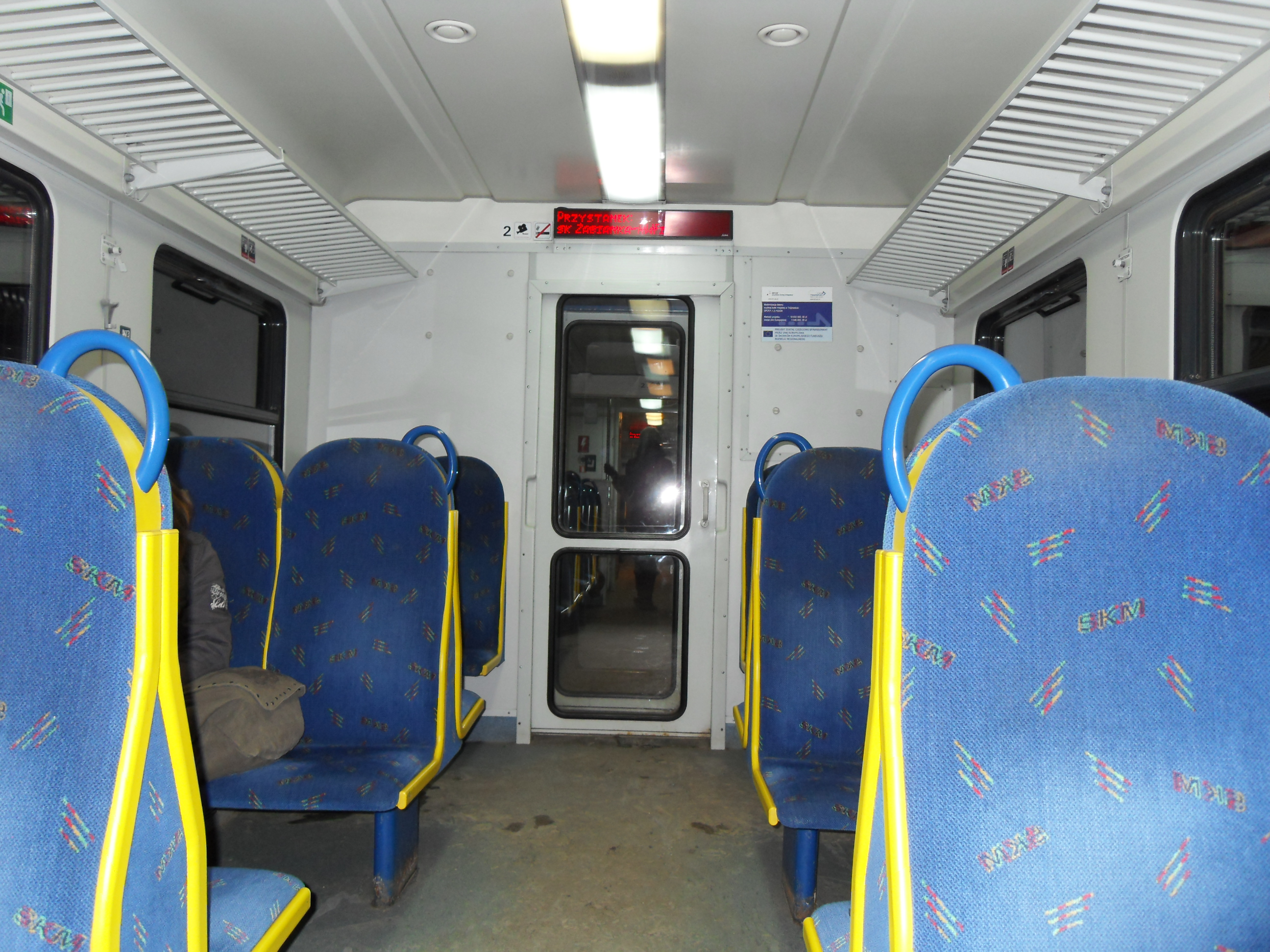
Внутрішня частина повністю модернізованого блоку EN57

ПКП Швидкісна міська залізниця у Тримісті (пол. PKP Szybka Kolej Miejska w Trójmieście)(абревіатура — SKMT, цифрова — 1351) — залізничний перевізник у Поморському воєводстві, керівник залізничної лінії № 250 «Гданськ Середмістя — Румія» (Gdańsk Śródmieście — Rumia).

## Основні дані
Статутний капітал компанії становить 155 185 500,00 злотих і поділяється на 310 371 рівних і неподільних акцій вартістю 500 злотих кожна. Частки в статутному капіталі Товариства були придбані в такий спосіб:
- 156 546 акціями (50,44 %) володіють Польські Національні Залізниці Акціонерне товариство з штаб-квартирою у Варшаві.
- 56 605 акцій (18,24 %) має державна скарбниця під керівництвом міністра фінансів.
- 34 000 акцій (10,95 %) має Поморське воєводство.
- 42 000 акцій (13,53 %) має гміна міста Гданськ.
- 7 000 акцій (2,26 %) належить гміні міста Сопот.
- 9 600 акцій (3,09 %) має гміна міста Гдині.
- 4 000 акцій (1,29 %) належить міській гміні Пруща-Ґданського.
- 620 акцій (0,20 %) має міська гміна Румії.

Компанія є членом польської Спілки залізничних роботодавців.
Частота їзди потягів за напрямком «Гданськ Середмістя — Гдиня Цісова» наземним транспортом становить 7,5 хвилин, а не у годину-пік 15 хвилин. Основний рухомий склад, що використовується на лінії SKM — це вагони EN57 та EN71. Головною частиною маршруту компанії SKM є лінія № 250 «Гданськ Середмістя — Румія», що проходить паралельно з «міжміською» лінією № 202 «Гданськ Головна — Старгард». Додатково компанія забезпечує пасажирські перевезення між Тримістом і Кашубами та періодично за маршрутом «Гданськ Головна — Гданськ Стадіон Експо».
Окрім сполучень за напрямком "Гданськ Головна — Вейгерово, SKM обслуговував чи обслуговує також й інші міста. На сьогодні потяги компанії курсують також до Лемборка, Слупська, Картузів, Косьцежини i Жукова. Раніше спілка здійснювала курси також до таких міст, як Устка, Тчев, Мальборк, Ельблонг, Ілава, Сментова та Ласковіце, а також за місцевим напрямком Гданськ-Головний — Гданськ Брежно — Гданськ Новий Порт. Курс останньою ділянкою цього маршруту (Гданськ-Головний — Гданськ Брежно) було призупинено у зв'язку з неприбутковістю у 2005 році.
З 2007 року на станціях SKM встановлено автомати для продажу квитків.

## Сполучення
ПКП СКМ (PKP SKM) обслуговує такі напрямки:
- Гданськ Середмістя (Gdańsk Śródmieście) — Слупськ (Słupsk)
- Гданськ Врещ (Gdańsk Wrzeszcz) — Гданськ Аеропорт (Gdańsk Port Lotniczy) — Гдиня Головна (Gdynia Główna)
- Гданськ Головний (Gdańsk Główny) — Гданськ Аеропорт (Gdańsk Port Lotniczy) — Картузи (Kartuzy)
- Гдиня Головна (Gdynia Główna) — Косьцежина (Kościerzyna)
- Гдиня Головна (Gdynia Główna) — Гданськ Врещ (Gdańsk Wrzeszcz) — Гданськ Аеропорт (Gdańsk Port Lotniczy) — Косьцежина (Kościerzyna)
- Гданськ Головний (Gdańsk Główny) — Гданськ Стадіон Експо (Gdańsk Stadion Expo)
- Швидкісний: Слупськ (Słupsk) — Гдиня Головна (Gdynia Główna)

## Рухомий склад
SKM використовує електропотяги серій EN57 і EN71. У 2007 році чотири потяги EN57 були модернізовані у рамках програми SPOT і отримали назву EN57KM, а EN71 з номером 045 пройшов модернізацію у 2009 до стандарту EN71AC. До липня 2013 на суму 351 млн zł було заплановано удосконалити 21 залізничний EN57. Модернізація мала були реалізована протягом 14 місяців компаніями TS Opole та Skoda, проте через оголошення банкрутом компанії TS Opole був модернізований лише один EN57 (1718). У повторному тендері для оновлення 21 електропоїзда компанії найкраща пропозиція була пред'явлена консорціумом Pesa Bydgoszcz SA та ZNTK Mińsk Mazowiecki, яке зобов'язалось модернізувати потяги за 124 млн zł. Після ремонту потяги компанії можуть досягати швидкості 120 км/год. До того ж, відтепер облаштовані для перевезення людей з обмеженими можливостями і мають пандуси для людей на візках. Також наявні кондиціонери, туалети закритого типу, монітори та інформаційна система для пасажирів (окрім динаміків інформація повідомляється на екрані).
На початку вересня 2015 перевізник від'єднав та направив для ремонту P4 шестеро потягів EW58. Вони були виставлені на продаж.
У грудні 2014 було оголошено тендер на постачання двох 4-зонних електропотягів до жовтня 2016 року. Остаточну пропозицію представили Pesa Bydgoszcz (з вартістю дещо понад 36 млн zł) та Newag (з вартістю до 35,6 mln zł), zobowiązując się do dostarczenia pojazdów mieszczących 511 osób o wysokości podłogi 960 mm do końca marca 2016 r. Umowę na dostarczenie składów SKM zawarła z firmą Newag dnia 23 marca 2015. 13 stycznia 2016 PKP SKM ogłosiło zamiar zakupu jednego SZT do obsługi linii PKM, Kartuz i Kościerzyny.
| Фото | Тип     | Виробник | Рік       | Кількість |
| ---- | ------- | -------- | --------- | --------- |
|      | EN57    | Pafawag  | 1969      | 18        |
|      | EN71    | Pafawag  | 1975      | 11        |
|      | EN71AC  | Newag    | 2009      | 1         |
|      | EN57AKM | ZNTK MM  | 2013-2016 | 26        |
|      | 31WE    | Newag    | 2016      | 2         |

### Вилучені з експлуатації
У минулому SKM використовував такі серії потягів:
| Серія  | Виробник           | Кількість вагонів | Кількість сидячих місць (стоячих) | Кількість та потужність двигунів Максимальна швидкість | Роки експлуатації | Кількість вагонів |
| ------ | ------------------ | ----------------- | --------------------------------- | ------------------------------------------------------ | ----------------- | ----------------- |
| EW90   | AEG, DMV, O&K, SSW | 2 (s+d)           | 119 (b.d.)                        | 4×63 kW 80 km/h                                        | 1951-1976         | 54                |
| EW91   | AEG, O&K, WEG, SSW | 2 (s+d)           | 114 (b.d.)                        | 4×63 kW 80 км/год                                      | 1951-1976         | 20                |
| EW92   | AEG, O&K, WEG, SSW | 2 (s+d)           | 114 (b.d.)                        | 4×63 kW 80 km/h                                        | 1951-1976         | 6                 |
| EW60   | Pafawag            | 3 (r+s+r)         | 147 (430)                         | 4×206 kW 100 km/h                                      | 1990-2000         | 2                 |
| EW58   | Pafawag            | 3 (s+d+s)         | 212 (352)                         | 8×205 kW 120 km/h                                      | 1977-2015         | 7                 |
| Всього | Всього             | Всього            | Всього                            | Всього                                                 | Всього            | 89                |

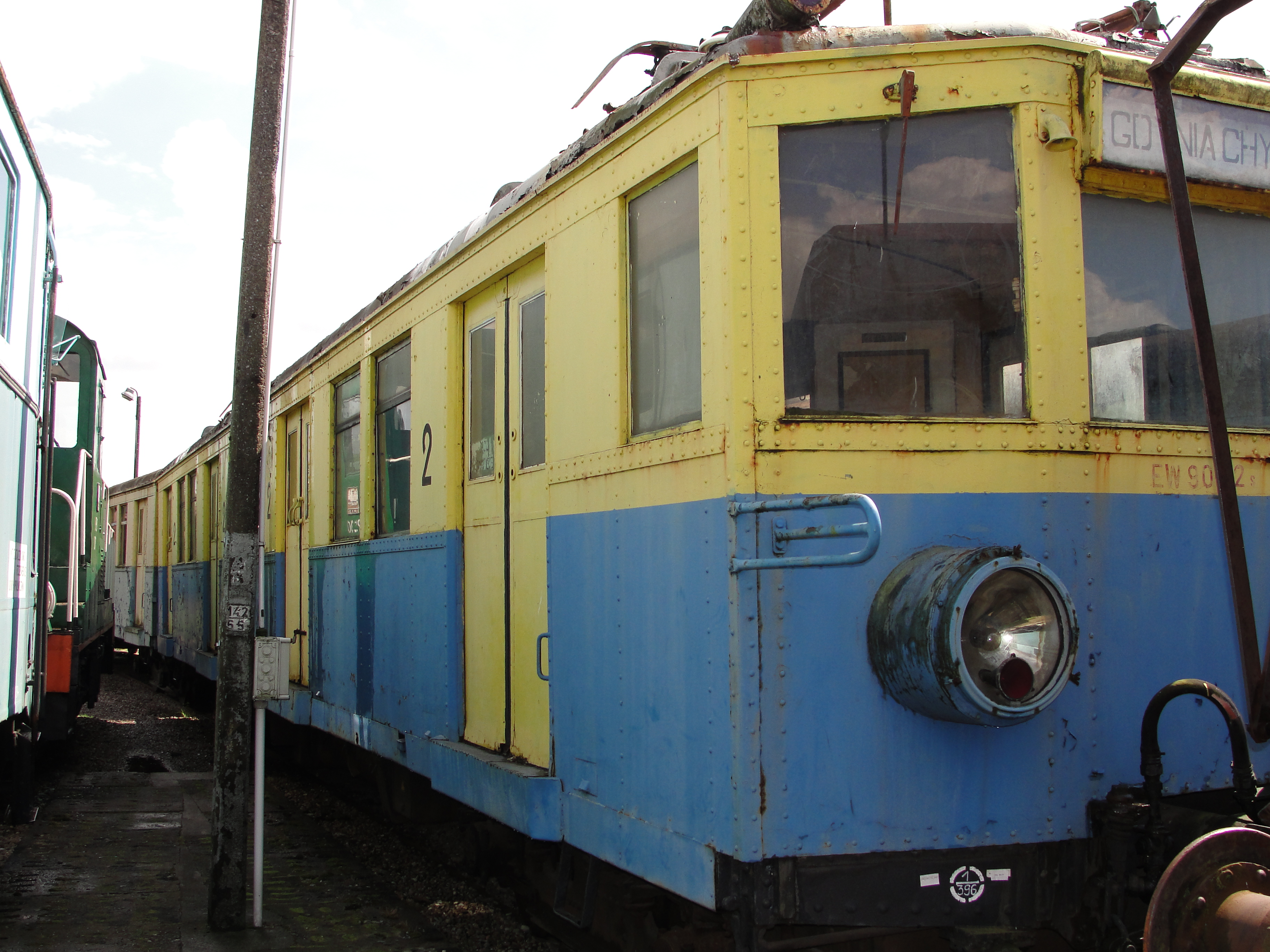
EW90
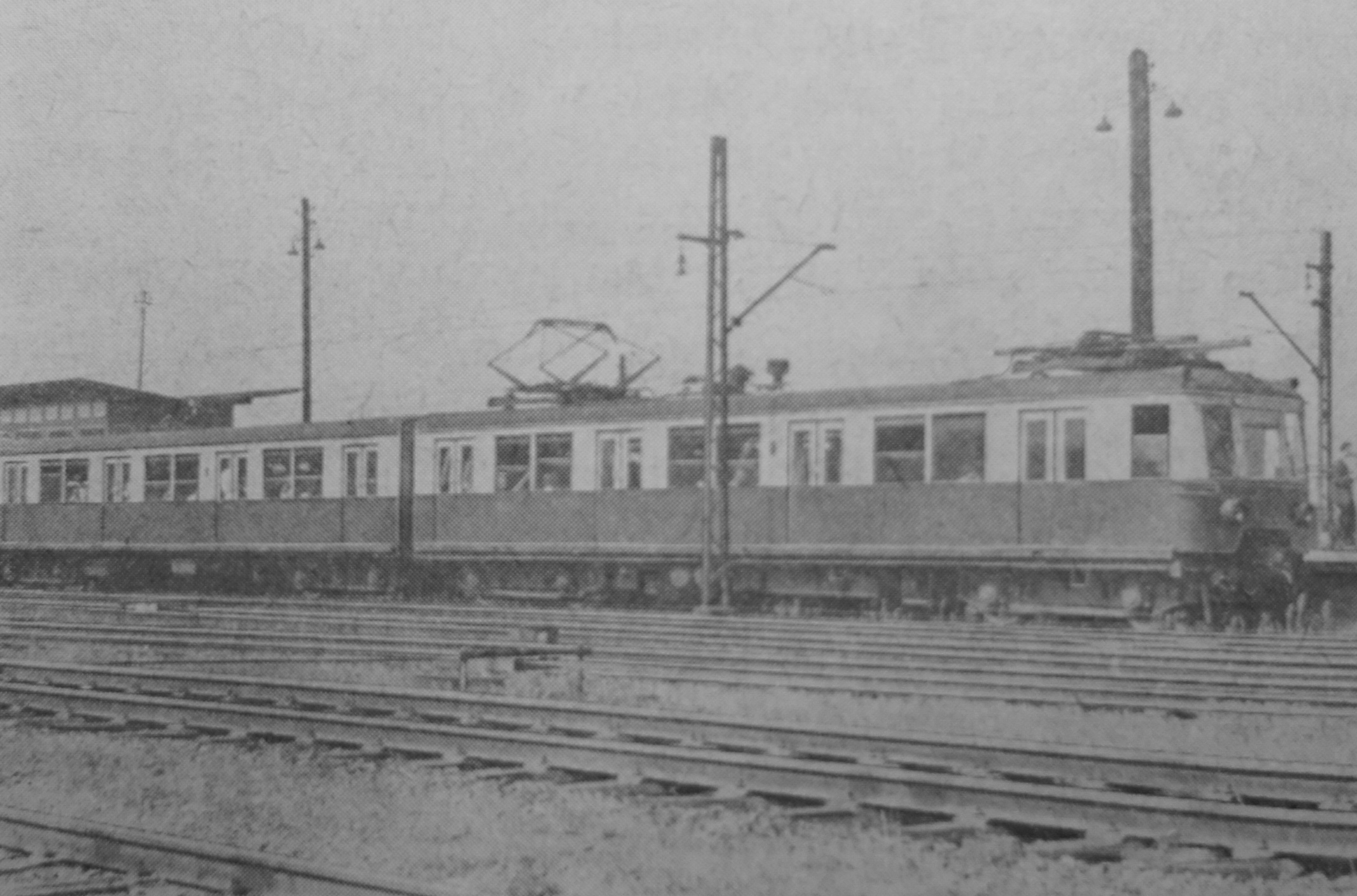
EW91
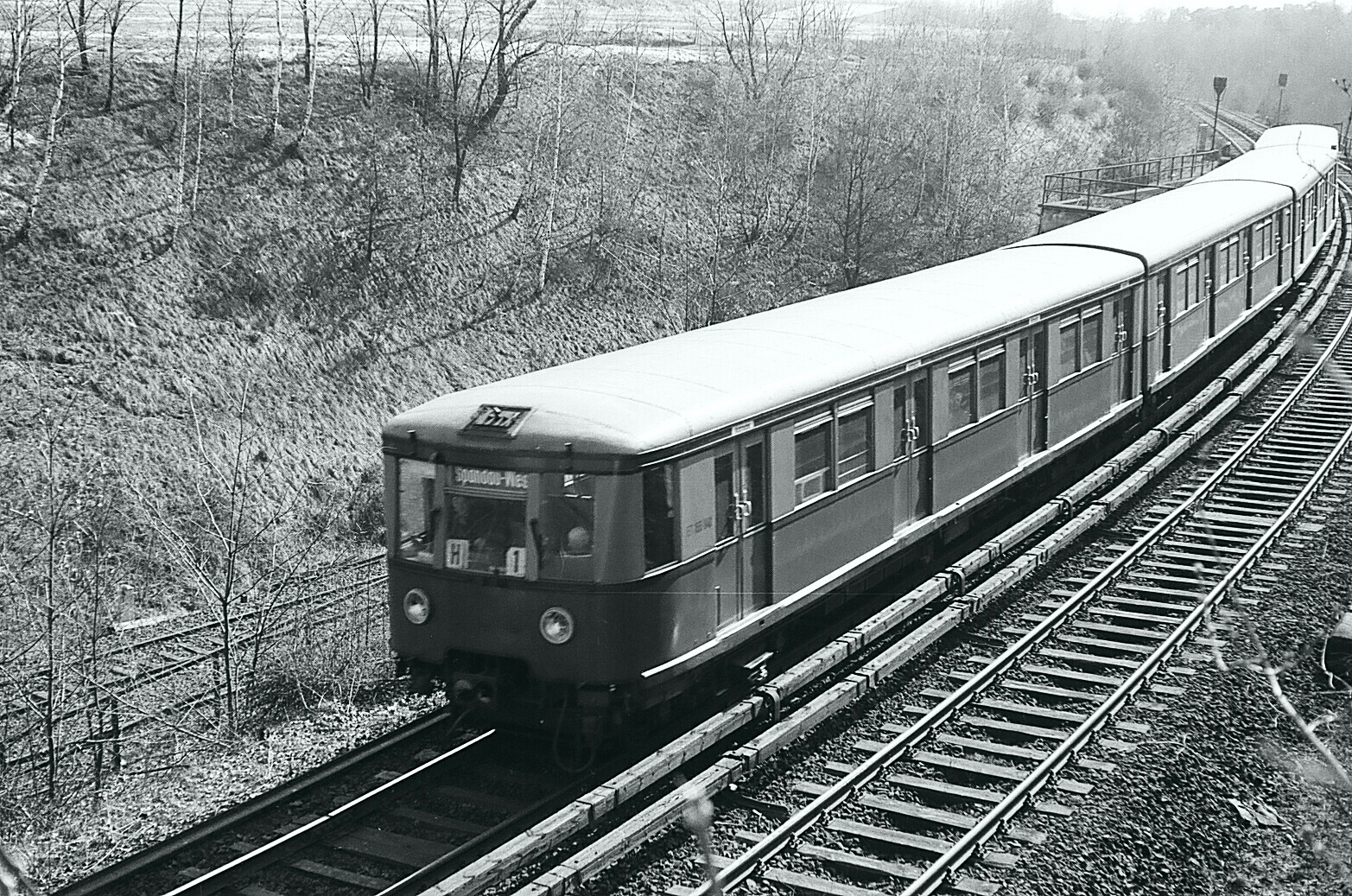
EW92
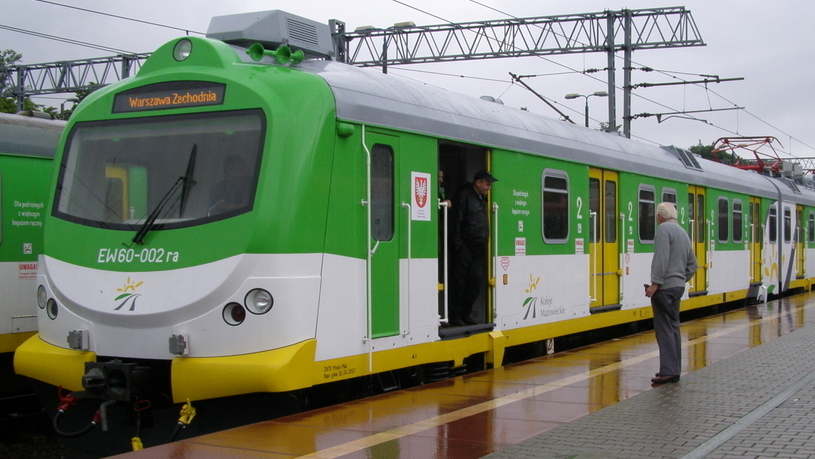
EW60
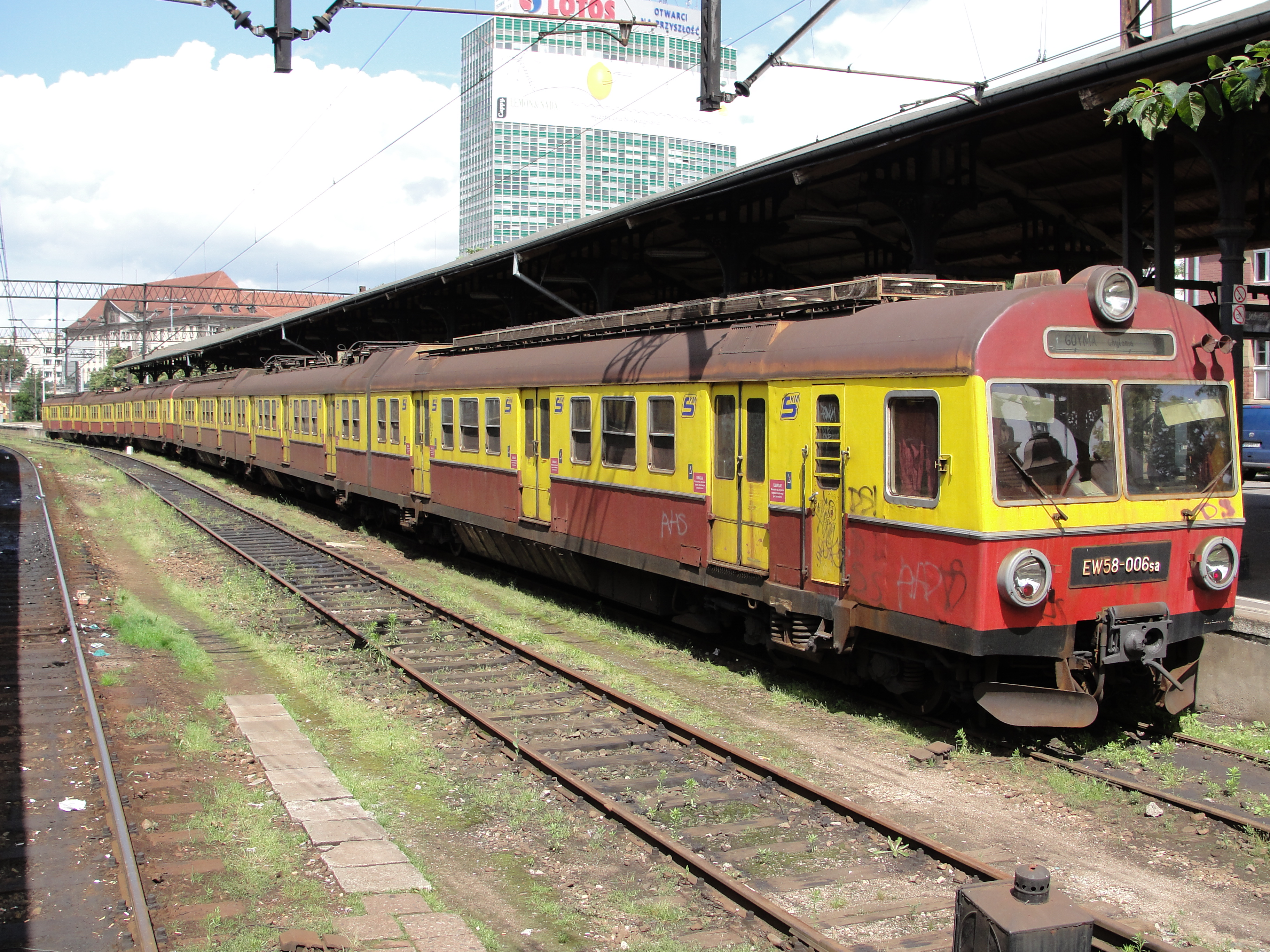
EW58

## Очільники
- 2001—2006 — Миколай Сегень (Mikołaj Segeń)
- 2006—2009 — Анджей Осипув (Andrzej Osipów)
- з 2009 — Мацей Лігновський (Maciej Lignowski)

## SKM у культурі
Приміський перон у Сопоті та один зі складів SKM є декорацією для пісні «Польща» («Polska») гурту Kult на CD-диску.